# Securities and Exchange Commission
Pour les articles homonymes, voir Secret Story.
La U.S. Securities and Exchange Commission, communément appelée la Securities and Exchange Commission, souvent abrégée en « la SEC », est l'organisme fédéral américain de réglementation et de contrôle des marchés financiers. C'est l'équivalent américain de l'Autorité des marchés financiers et de l'autorité européenne des marchés financiers. Ses pouvoirs et sa composition ont été profondément remaniés par le « Dodd–Frank Wall Street Reform and Consumer Protection Act » de 2010. Les lois et réglementations financières qui constituent le droit des marchés financiers américain proviennent du principe que tout investisseur, institutionnel ou privé, doit avoir accès à un minimum d'informations avant d'acheter et pendant toute la durée de détention des titres.

## Histoire

### Origine de la SEC
La SEC a été créée par application de l'article 4 du Securities Exchange Act de 1934 voté par le Congrès en réponse à la période de récession qui a suivi le grand krach boursier de 1929. Sa mise en place est l'un des piliers des grandes réformes de Roosevelt dans la banque et la finance.
La SEC est principalement instituée pour faire appliquer les nouvelles lois financières, promouvoir la stabilité des marchés et surtout protéger les investisseurs des abus de sociétés relatifs aux achats et vente d'actions ainsi qu'aux informations rendues publiques.
La SEC et le Congrès américain ont défini le « délit d'initié » (insider trading) comme « l'utilisation d'une information privilégiée » (« trading on nonpublic information »).
Franklin D. Roosevelt nomme Joseph P. Kennedy, père de John F. Kennedy, premier président de la SEC en 1934,.

### Audit par le DOGE (2025)
En mars 2025, la SEC fait l'objet d'un audit du DOGE, organisme créé par Donald Trump lors de son second mandat de président, et confié à Elon Musk, lequel a auparavant maintes fois critiqué la SEC, qui l'a « notamment condamné à une amende de 40 millions de dollars, en 2018, pour des déclarations trompeuses sur son projet de sortir Tesla de la Bourse ». La SEC l'a aussi soupçonné d'avoir trompé les actionnaires de Twitter (aujourd'hui X) avant d'officiellement acheter la plateforme (il avait alors secrètement acheté un important volume d'actions). Cette situation place le milliardaire en situation de conflit d'intérêts. 
D'autre part, D. Trump, antérieurement opposé aux cryptomonnaies, s'y est rallié avant sa seconde élection, s'inscrivant dans une logique de défiance envers les institutions traditionnelles, appréciée de sa base électorale, et dans une logique de capacité à contourner les systèmes financiers centralisés régulés. Les partisans des cryptomonnaies se sont souvent vivement opposés à la SEC, l'accusant d'être restrictive à leur égard, de freiner l'innovation et la spéculation financière ou de créer une incertitude réglementaire pour les investisseurs en cryptomonnaies. Ils ont interprété les actions en justice de la SEC contre certaines plateformes ou projets non conformes à la réglementation américaine comme des attaques contre l'industrie des cryptomonnaies. Parmi les promesses électorales de D. Trump figurait celle de nommer un nouveau président à la SEC, en remplacement de Gary Gensler (effectivement remplacé par Paul S. Atkins, ardent partisan des cryptomonnaies, critique de la réglementation et des politiques de la SEC, notamment des réformes de régulation financière mises en place à la suite de la crise bancaire et financière de l'automne 2008, et critiques des divulgations liées au climat et plus généralement ce qu'il considère comme une approche trop interventionniste de la part de la SEC),, ; une autre promesse était de mettre fin aux poursuites judiciaires contre les entreprises de cryptomonnaies (Paul Atkins, dès son arrivée à la SEC a fait cesser les poursuites en cours contre des plateformes Coinbase et Kraken. Elon Musk fait aussi partie de ceux qui soutenaient les cryptomonnaies (Dodgecoin notamment) avant d'avoir été nommé pilotes du DOGE.

## Les six principales lois financières
La SEC a la responsabilité de faire appliquer les six principales lois financières qui régulent l'industrie financière et qui sont :
- Securities Act (1933)

Cette loi a deux objectifs principaux :
- assurer aux investisseurs la mise à disposition d'informations financières et de toute autre information significative concernant les produits financiers (actions, obligations) faisant appel public à l'épargne ;
- interdire la dissimulation, la déformation et toute autre fraude dans la vente de produits financiers.
- Securities Exchange Act (1934)

Cette loi est à l'origine de la création de la SEC et lui donne toute autorité sur l'industrie financière en matière de régulation et de supervision. Le New York Stock Exchange, l'American Stock Exchange et la National Association of Securities Dealers, qui gère le NASDAQ, sont sous la supervision de la SEC.
Cette loi identifie et interdit certains comportements sur les marchés et dote la SEC de pouvoirs disciplinaires sur les entités et les personnes qui y sont associées.
La loi donne également à la SEC, le droit d'exiger des rapports d'information périodiques de la part des sociétés faisant appel public à l'épargne.
- Trust Indenture Act (en) (1939)

Cette loi s'applique aux produits financiers de type obligations, certificats et créances proposés au public. Bien que ces produits puissent être couverts par le Securities Act de 1933, ils peuvent ne pas être ouverts au public à moins d'un accord formel entre l'émetteur des obligations et le détenteur — le trust indenture — conforme aux exigences de ladite loi.
- Investment Company Act (1940)

Cette loi réglemente l'organisation de sociétés, tels que les fonds communs de placement, qui investissent en actions et dont leurs propres actions sont ouvertes au public. Cette loi exige notamment la publication d'informations sur le fond, ses objectifs d'investissements, sa structure et ses opérations, à destination des investisseurs publics.
- Investment Advisers Act (1940)

Cette loi réglemente la profession des conseillers en investissement. Depuis l'amendement de 1996, seuls les conseillers avec une gestion d'encours de plus de 25 millions de dollars américains ou ceux qui gèrent les encours d'une société d'investissement listée peuvent être listés auprès de la SEC.
- Sarbanes-Oxley Act (2002)

Cette loi vise à améliorer la responsabilité des sociétés en matière de publication d'informations financières et la lutte contre la fraude. Elle est à l'origine de la création du Public Company Accounting Oversight Board qui supervise les activités des cabinets d'audit.

## Organisation de la SEC
La SEC est basée à Washington, D.C. et comporte cinq commissaires nommés par le président des États-Unis avec le conseil et le consentement du Sénat. Le mandat des commissaires est de cinq ans et l'un d'eux est remplacé le 5 juin de chaque année. Pour assurer la neutralité de la SEC, il n'y a jamais plus de trois commissaires qui appartiennent au même parti politique. Le président des États-Unis désigne le président de la SEC parmi les cinq commissaires.
La SEC dispose de quatre divisions, dix-huit bureaux et emploie environ 
3 700 personnes en 2011. Elle dispose, outre son siège à Washington, de onze bureaux régionaux répartis sur le territoire des États-Unis.
Les quatre divisions sont :
- Corporation Finance

Cette division est chargée de superviser les publications réalisées par les sociétés et de l'enregistrement des transactions telles que les fusions de sociétés. Elle est également responsable du système EDGAR (Electronic Data Gathering, Analysis, and Retrieval system) qui met à la disposition du public l'ensemble des rapports périodiques des sociétés qu'elle est par ailleurs chargée d'analyser. Elle est aussi responsable de l'interprétation de la réglementation.
- Market Regulation

Cette division supervise l'activité des organismes de bourse (tels que le NYSE), les sociétés de courtage et d'investissement et autres acteurs majeurs de la bourse.
- Investment Management

Cette division supervise et régule les 15 000 milliards de dollars de l'industrie de la gestion d'actifs et gère les lois affectant les sociétés d'investissements et de conseil en investissement.
- Enforcement

Cette division réalise des enquêtes sur les éventuelles violations des lois, conseille la SEC et négocie les accords pour le compte de la SEC. Bien que la SEC n'a qu'autorité sur le volet civil, elle travaille en étroite relation avec les organismes pouvant agir sur le plan pénal.

## Présidents de la SEC
- 1934-1935 : Joseph Patrick Kennedy
- 1935-1937 : James M. Landis
- 1937-1939 : William O. Douglas
- 1939-1941 : Jerome Frank
- 1941-1942 : Edward Eicher
- 1942-1946 : Ganson Purcell
- 1946-1947 : James Caffrey
- 1948-1949 : Edmond Hanrahan
- 1949-1952 : Harry McDonald
- 1952-1953 : Donald C. Cook
- 1953-1954 : Ralph Demmler
- 1955-1957 : J. Sinclair Armstrong
- 1957-1961 : Edward Gadsby
- 1961-1964 : William L. Cary
- 1964-1969 : Manuel Cohen
- 1969-1971 : Hamer Budge
- 1971-1973 : William Casey
- 1973 : G. Bradford Cook
- 1973-1975 : Ray Garrett, Jr.
- 1975-1977 : Roderick M. Hills (en)
- 1977-1981 : Harold Williams
- 1981-1987 : John S.R. Shad
- 1987-1989 : David Sturtevant Ruder
- 1989-1993 : Richard Breeden
- 1993-2001 : Arthur Levitt
- 2001-2003 : Harvey Pitt
- 2003-2005 : William Donaldson
- 2005-2009 : Charles Christopher Cox
- 2009-2012 : Mary Schapiro
- 2012-2013 : Elisse Walter
- 2013-2017 : Mary Jo White
- 2017-2020 : Jay Clayton
- 2021-2025 : Gary Gensler
- Depuis 2025 : Paul S. Atkins

## La SEC et les cryptomonnaies
Le 5 juin 2023, la SEC a déposé 13 accusations contre Binance et son fondateur, l'homme d'affaires Changpeng Zhao, l'accusant de mauvaise gestion des fonds des clients et d'opérer sans enregistrement réglementaire approprié. Le lendemain, la SEC a accusé Coinbase d'opérer en tant que bourse de valeurs, courtier et agence de compensation non enregistrés, marquant un renforcement de sa surveillance des principaux acteurs de l'industrie.
Un point central de désaccord entre la SEC et l'industrie des cryptomonnaies réside dans la définition d'un titre financier. La SEC applique le test de Howey, issu d'une décision de la Cour suprême des États-Unis de 1946, qui définit un titre comme un investissement d'argent dans une entreprise commune avec des bénéfices provenant exclusivement des efforts d'autres personnes. Sur cette base, la SEC a classé de nombreux actifs numériques comme des titres, affirmant que leur valeur dépend souvent des efforts des développeurs ou d'autres parties centrales derrière les projets blockchain. Les critiques soutiennent que ce test est obsolète et mal adapté à la nature décentralisée des cryptomonnaies, ce qui crée une incertitude et des définitions réglementaires floues. Des recherches menées par des économistes ont révélé que les interventions imprévisibles de la SEC sous la direction de Gensler, classant les cryptomonnaies comme des titres sans directives claires, ont provoqué une déstabilisation prolongée des marchés des cryptomonnaies. Ces directives floues soulèvent des doutes quant à la capacité de l'agence à maintenir des marchés équitables et ordonnés